# Chernobyl (minissérie)
Chernobyl é uma minissérie de televisão de drama criada por Craig Mazin. A obra dramatiza os eventos em torno do acidente nuclear de 1986 na usina de Chernobil.
Dividida em cinco episódios, a minissérie estreou em 6 de maio de 2019, nos Estados Unidos, sendo muito bem recebida pela crítica e pelo público. Na 71ª Cerimônia do Emmy Awards, Chernobyl recebeu dezenove indicações, vencendo nas categorias de "Melhor Minissérie", "Melhor Direção" e "Melhor Roteiro", com os atores, Harris, Skarsgård e Watson, recebendo nomeações por suas atuações.

## Sinopse
Chernobyl dramatiza a "história de uma das piores catástrofes provocadas pelo homem na história" e fala dos bravos homens e mulheres que se sacrificaram para salvar a Europa de um desastre inimaginável. A minissérie foca no escândalo devastador do desastre da usina nuclear que ocorreu na Ucrânia em abril de 1986, revelando como e por que aconteceu e contando as histórias chocantes e notáveis daqueles que lutaram e caíram.

## Elenco

### Principal
- Jared Harris como Valery Legasov, o vice-diretor do Instituto Kurchatov indicado para ajudar os esforços de limpeza.
- Stellan Skarsgård como Boris Shcherbina, o vice-presidente do Conselho de Ministros.
- Emily Watson como Ulana Khomyuk, uma física nuclear de Minsk. Khomyuk é uma personagem composta, de ficção, que Watson diz que "representa os muitos cientistas que trabalharam destemidamente e se colocaram em grande perigo para ajudar a resolver a situação".[4]
- Paul Ritter como Anatoly Dyatlov, o engenheiro-chefe assistente da Usina Nuclear de Chernobyl.
- Jessie Buckley como Lyudmilla Ignatenko, a esposa de Vasily Ignatenko.
- Adam Nagaitis como Vasily Ignatenko, um bombeiro de Pripyat e primeiro respondente ao fogo de Chernobyl.
- Con O'Neill como Viktor Bryukhanov, o gerente de Chernobyl.
- Adrian Rawlins como Nikolai Fomin, o engenheiro-chefe da Chernobyl.
- Sam Troughton como Aleksandr Akimov, o supervisor do turno da noite em Chernobyl.
- Robert Emms como Leonid Toptunov, o engenheiro sênior de Chernobyl.
- David Dencik como Mikhail Gorbachev, o secretário geral do Partido Comunista da União Soviética.
- Mark Lewis Jones como Vladimir Pikalov, o comandante das forças químicas soviéticas.
- Alan Williams como Viktor Charkov, o primeiro vice-presidente do KGB.
- Alex Ferns como Andrei Glukhov, o chefe da equipe de mineração.
- Ralph Ineson como Nikolai Tarakanov, o supervisor chefe da operação de limpeza.
- Barry Keoghan como Pavel Gremov, um civil liquidador recrutado.
- Fares Fares como Bacho, um soldado georgiano que treina Pavel.
- Michael McElhatton como Andrei Stepashin, o promotor do julgamento de Dyatlov, Bryukhanov e Fomin.

### Recorrente
- Adam Lundgren como Vyacheslav Brazhnik, o operador sênior de turbinas em Chernobyl.
- Karl Davies como Viktor Proskuryakov, um estagiário sênior de engenharia de controle de reatores em Chernobyl.
- Donald Sumpter como Zharkov, membro do comitê executivo da Pripyat.
- Billy Postlethwaite como Boris Stolyarchuk, engenheiro de controle da unidade sênior número 4 em Chernobyl.
- Joshua Leese como Igor Kirschenbaum , engenheiro sênior de controle de turbinas em Chernobyl.
- Nadia Clifford como Svetlana Zinchenko, um médico que trata Vasily Ignatenko e outros com doença da radiação.
- Jamie Sives como Anatoly Sitnikov , o vice-engenheiro chefe operacional de Chernobyl, enviado para inspecionar o núcleo explodido.
- Baltasar Breki Samper como Alexei Ananenko, um dos voluntários que drenou a água no porão de Chernobyl para evitar uma explosão.
- Philip Barantini como Valeri Bezpalov, um dos voluntários que drenaram a água no porão de Chernobyl para evitar uma explosão.
- Oscar Giese como Boris Baranov, um dos voluntários que drenou a água no porão de Chernobyl para evitar uma explosão.

## Episódios
| N.º | Título                         | Dirigido por | Escrito por | Lançamento         |
| --- | ------------------------------ | ------------ | ----------- | ------------------ |
| 1   | "1:23:45"                      | Johan Renck  | Craig Mazin | 6 de maio de 2019  |
| 2   | "Please Remain Calm"           | Johan Renck  | Craig Mazin | 13 de maio de 2019 |
| 3   | "Open Wide, O Earth"           | Johan Renck  | Craig Mazin | 20 de maio de 2019 |
| 4   | "The Happiness of All Mankind" | Johan Renck  | Craig Mazin | 27 de maio de 2019 |
| 5   | "Vichnaya Pamyat"              | Johan Renck  | Craig Mazin | 3 de junho de 2019 |

### Classificações nosEstados Unidos
| № | Título                         | Exibição original  | Rating/share (18–49) | Audiência (em milhões) | DVR (18–49) | Audiência em DVR (milhões) | Total (18–49) | Audiência total (em milhões) |
| - | ------------------------------ | ------------------ | -------------------- | ---------------------- | ----------- | -------------------------- | ------------- | ---------------------------- |
| 1 | "1:23:45"                      | 6 de maio de 2019  | 0.2                  | 0.756                  | N/A         | N/A                        | N/A           | N/A                          |
| 2 | "Please Remain Calm"           | 13 de maio de 2019 | 0.3                  | 1.004                  | 0.2         | 0.716                      | 0.5           | 1.721                        |
| 3 | "Open Wide, O Earth"           | 20 de maio de 2019 | 0.3                  | 1.063                  | 0.2         | 0.727                      | 0.5           | 1.791                        |
| 4 | "The Happiness of All Mankind" | 27 de maio de 2019 | 0.3                  | 1.193                  | 0.3         | 0.809                      | 0.6           | 2.003                        |
| 5 | "Vichnaya Pamyat"              | 3 de junho de 2019 | 0.3                  | 1.089                  | 0.3         | 0.974                      | 0.6           | 1.089                        |

## Recepção

### Crítica
Chernobyl foi aclamado pela crítica especializada. No site Rotten Tomatoes, tem um índice de aprovação de 96% com uma nota média de 9 (de 10), baseado em 76 resenhas. O consenso do site é "Chernobyl rebita com um pavor rastejante que nunca se dissipa, dramatizando uma tragédia nacional com trabalho de qualidade e uma dissecação inteligente da podridão institucional". No site Metacritic, recebeu uma nota de 83 (de 100), baseado em 26 críticas, indicando "aclamação universal".

### Na Rússia
Vladimir Medinsky, ministro da cultura da Rússia, cujo pai foi um dos liquidadores de Chernobyl, afirmou que a série foi “feito com maestria” e “filmado com grande respeito pelas pessoas comuns”.

## Historicidade
O acidente nuclear de Chernobil foi extensamente estudado para a realização da série, porém muitas liberdades foram tomadas com a história para fins dramáticos. Adam Higginbotham, estudioso especialista do incidente de Chernobil, apontou vários erros e exageros da minissérie, afirmando, por exemplo, que diferente do que foi mostrado, os cientistas nucleares soviéticos não estavam preocupados em "descobrir a verdade", pois eles logo perceberam que havia problemas nos reatores e que foi isso que levou ao desastre. Higginbotham e outros também ressaltam o fato da série mostrar a chamada "Ponte da Morte" (onde várias pessoas teriam se reunido para assistir o incêndio na usina nuclear e mais tarde todas morreriam devido a radiação), que na verdade é uma lenda urbana. De acordo com o jornalista Fred Weir, "todo mundo [na Rússia e Ucrânia] concorda que a minissérie exagera na apresentação dos seus personagens, mostrando oficiais soviéticos e o pessoal da usina como maus e coniventes". O documentarista russo Oleg Voinov, que havia feito um longa sobre Chernobil, disse que a série foi "filmada maravilhosamente, editada profissionalmente e com grandes efeitos especiais. Mas não reflete a realidade.[...] Muito do que é apresentado não é verdade". Mike Hale, do New York Times, criticou Chernobyl como "propensa aos exageros de Hollywood — para nos mostrar coisas que não aconteceram".
Entre os vários problemas da historicidade da série, por exemplo, é a insinuação de que pessoas que foram expostas a grandes níveis de radiação são, elas mesmas, radioativas, no sentido de que poderiam transmitir essa radiação (ou o envenenamento radioativo que as acometem) para outras pessoas, via proximidade ou contato, porém isso não ocorre na realidade. Quando limpadas, pessoas infectadas com radiação não representam perigo para outras, porém precisam ser isoladas pois seu sistema imunológico é grandemente enfraquecido, sendo suscetíveis a doenças transmissíveis. Outra insinuação equivocada acontece quando a série mostra oficiais do governo soviético ameaçando pessoas de execução sumária. Após a Era Stalin (1927–1953), execuções extrajudiciais se tornaram raras na União Soviética.
O design de produção da série, incluindo a escolha de cenários, adereços e figurinos, foi amplamente elogiado por sua precisão. Diversas fontes destacaram a atenção aos detalhes menores, como o uso de placas de carro reais da região de Kyiv, e uma análise do The New Yorker afirma que "a cultura material da União Soviética é reproduzida com uma precisão nunca antes vista" por cineastas ocidentais ou russos. O engenheiro Oleksiy Breus, um engenheiro de Chernobil, elogia a representação dos sintomas da radiação, enquanto Robert Gale, médico que tratou vítimas de Chernobyl, afirma que a minissérie exagerou nos sintomas ao sugerir que os pacientes eram radioativos. Em uma avaliação mais crítica, uma análise do Moscow Times aponta alguns pequenos erros de design, como a representação incorreta de soldados soviéticos segurando suas armas no estilo ocidental e o apartamento de Legasov sendo retratado como mais "pobre" do que seria esperado para um cientista de seu status.
Em um momento da série, é abordada a possibilidade de uma terceira explosão de vapor, devido ao risco de o corium derreter até os reservatórios de água abaixo do edifício do reator, com uma estimativa na faixa de dois a quatro megatons. Isso seria fisicamente impossível nas circunstâncias, pois reatores explodidos não funcionam como bombas termonucleares. Segundo o autor da série, Craig Mazin, a alegação foi baseada em um estudo do físico nuclear bielorrusso Vassili Nesterenko sobre uma potencial terceira explosão de três a cinco megatons, embora os físicos contratados para o programa não tenham conseguido confirmar sua plausibilidade.
A minissérie também implica que o total de mortos no desastre de Chernobil poderia chegar a 93 mil, mas tal número é altamente contestado. Uma pesquisa feita pela BBC reportou que o número de fatalidades causadas pelo acidente ainda é inconclusivo, com cerca de 5 000 casos de câncer de tireoide sendo oficialmente reportados — a maioria sendo tratados e curados —como causados pelos efeitos da radiação. Muitas outras pessoas podem ter tido doenças ou câncer como resultado da radiação, mas não existem evidências concretas a respeito. Em meio a relatórios a respeito dos incontáveis problemas de saúde causados pelo desastre — incluindo doenças congênitas — não se sabe o que exatamente foi ou não causado diretamente pela radiação.
Famílias de pessoas que viveram perto da área do desastre na época criticaram a série como sendo "politicamente motivada e provocativa", afirmando que muitos eventos se desenrolaram de forma bem diferente.
Por outro lado, o major-general Nikolai Tarakanov (interpretado na série pelo ator Ralph Ineson), que liderou os verdadeiros "liquidadores" em 1986, elogiou o trabalho da HBO em uma entrevista para a televisão estatal russa, mas afirmou que várias coisas foram modificadas. Por exemplo, embora o exército soviético tenha matado centenas de animais na área de Chernobil, eles o fizeram nas regiões mais afastadas da cidade e da usina e não nas áreas residenciais, como mostrado na minissérie; os níveis de radiação também não foram escondidos dos "liquidadores"; o caso dos mineiros ficando nus por causa do calor também foi inventado. O engenheiro Breus, disse a BBC que os mineiros de fato tiraram suas roupas, mas não ficaram completamente nus. O general Tarakanov também apontou que há incoerências com o personagem do Legasov, que não participou de grandes reuniões durante o controle do desastre como foi mostrado na série.